# Fitzroy Maclean
Pour les articles homonymes, voir Maclean.
Fitzroy Hew Royle Maclean, 1er baronnet de Strachur (en) et Glensluain (11 mars 1911, Le Caire - 15 juin 1996, Hertford), est un diplomate, militaire, aventurier, écrivain et homme politique britannique.
Il est officier des SAS et est cousin de David Stirling.

## Origines et jeunesse
D'ascendance écossaise, Fitzroy Maclean descend des Maclean of Ardgour un Sept du Clan Maclean, dont les chefs ont comme siège historique le château de Duart, situé sur l’île de Mull dans les Hébrides.
Il est le fils du major Charles Wilberforce Maclean, membre de la Gentry écossaise, officier au Queen's Own Cameron Highlanders alors stationné au Caire, et de Frances Elaine Gladys Royle, fille unique d’un officier de marine.
Élevé en Italie, il est envoyé au Eton College puis au King's College de l'Université de Cambridge pour y étudier les lettres classiques et l’histoire ; puis en Allemagne avant d’intégrer le corps diplomatique en 1933.

## Diplomate
En 1934, il rejoint l’ambassade du Royaume-Uni à Paris où il s’ennuie dans une plaisante routine non souhaitée. En 1937, à sa demande il est affecté à Moscou. Durant 2 années, il va être le témoin des grandes purges staliniennes et du destin de nombreux révolutionnaires russes dont Nikolaï Boukharine.
En 1939, lorsque éclate la guerre, sa position de diplomate l'empêche de rejoindre l’armée.

## Seconde Guerre mondiale
En 1941 il s'engage comme simple soldat au The Queen's Own Cameron Highlanders, régiment d'infanterie écossaise, avant d'être rapidement nommé sous-lieutenant le 17 juillet 1941.
En 1942 il combat au sein du Special Air Service en Afrique du Nord. En 1984, il sera nommé colonel honoraire du 23e Special Air Service Regiment.
En 1943, officiant pour le compte du Special Operations Executive, il est parachuté en Yougoslavie pour commander la Mission militaire auprès de Tito (1892-1980) et contribue pour beaucoup à la victoire des résistants communistes.
Commandant avec rang de général de brigade, il a reçu l'ordre de Koutouzov soviétique le 11 avril 1944.
Général de brigade à titre temporaire, il a été promu Commandeur de l'Ordre de l'Empire britannique (CBE) le 31 août 1944.
Selon Stephen Dorril, l’hostilité de Enver Hoxha à l’encontre des officiers britanniques de la Mission albanaise s’explique surtout par l’appui des Britanniques à son adversaire Tito et peut-être en partie par l’homonymie, entre Fitzroy Maclean, chef de la Mission militaire en Yougoslavie, et Neil McLean, officier du SOE en Albanie. Cette confusion entre Neil McLean et Fitzroy Maclean sera de nouveau de mise en 1949, lors du projet Valuable mis en œuvre par le MI6 et la CIA pour déstabiliser l'Albanie communiste.

## Famille
Fitzroy Maclean se marie en 1946 avec Veronica Nell Phipps née Fraser (1920–2005), fille de Lord Lovat 16e du nom et veuve du Lieutenant Alan Phipps, héros de la Royal Navy, tué à Leros en 1943.
Sir Fitzroy and Lady Maclean ont eu deux fils : Charles Edward (1946) et Alexander James Simon Aeneas surnommé « Jamie » (1949).
Fitzroy Maclean a été également le beau-père des enfants du premier mariage de son épouse Susan Rose "Sukie" Phipps (1941) et Jeremy Julian Phipps (1942). Sukie s’est mariée en 1959 avec Richard St. Clair de la Mare, petit-fils du poète Walter de la Mare, puis en 1968 avec l’écrivain Derek Marlowe (en), et enfin avec le capitaine Nicolas Paravicini en 1986. Jeremy quant à lui terminera sa carrière dans l’armée avec le grade de Major General et servira au sein de la prestigieuse unité SAS.

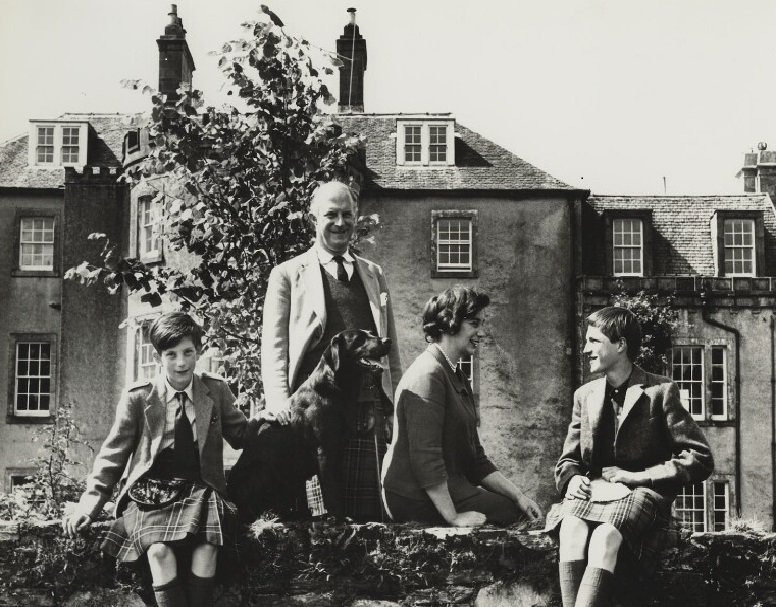
Fitzroy MacLean avec Lady Veronica née Fraser et leurs deux enfants Charles et Alexander

## Décorations et honneurs
Il a été fait 1er baronet de Strachur (en) et Glensluain dans le comté de Argyll le 13 août 1957.
Il a été anobli Chevalier de l'Ordre du Chardon (Knight of the Thistle) le 30 novembre 1993.

## Divers
MacLean a conté son expérience de guerre dans Eastern Approaches.
Il aurait été une des sources d'inspiration de Ian Fleming pour créer son personnage de James Bond.

## Œuvres
- Eastern Approaches 1949  (publié en français sous le titre de Diplomate et franc-tireur, puis sous celui de Dangereusement à l'Est)
- Disputed Barricade: the life and times of Josip Broz-Tito, Marshal of Yugoslavia 1957
- A Person from England 1958
- Back to Bokhara 1959
- Yugoslavia 1969
- Concise History of Scotland 1970
- The Battle of Neretva 1970
- The Back of Beyond: an illustrated companion to Central Asia and Mongolia 1974
- To Causasus 1976
- Holy Russia 1978
- Take Nine Spies 1978
- Tito 1980
- Josip Broz Tito: A Pictorial Biography 1980   (ISBN 0-07-044660-1)
- The Isles of the Sea  1985
- Portrait of the Soviet Union 1988
- Bonnie Prince Charlie 1988
- All the Russias  1992
- Highlanders: A History of the Scottish Clans  1995

## Biographies et sources
- (en) Cet article est partiellement ou en totalité issu de l’article de Wikipédia en anglais intitulé « Sir Fitzroy Maclean, 1st Baronet » (voir la liste des auteurs).
- (en) La Yougoslavie dans la guerre, extrait en ligne de Oxford Companion to the Second World War (1995)
- (en) Stephen Dorril, MI6: Inside the Covert World of Her Majesty's Secret Intelligence Service, New York, The Free Press, 2000 (ISBN 0-7432-0379-8, lire en ligne)
- (en) la London Gazette, le Journal Officiel britannique, pour les décorations, citations, promotions, nominations…
- (en) Maclean, Lady Veronica, Past Forgetting: A Memoir of Heroes, Adventure, Love and Life With Fitzroy Maclean
- (en) McLynn, Frank, Fitzroy MacLean